# Tennisstadion, Stockholm

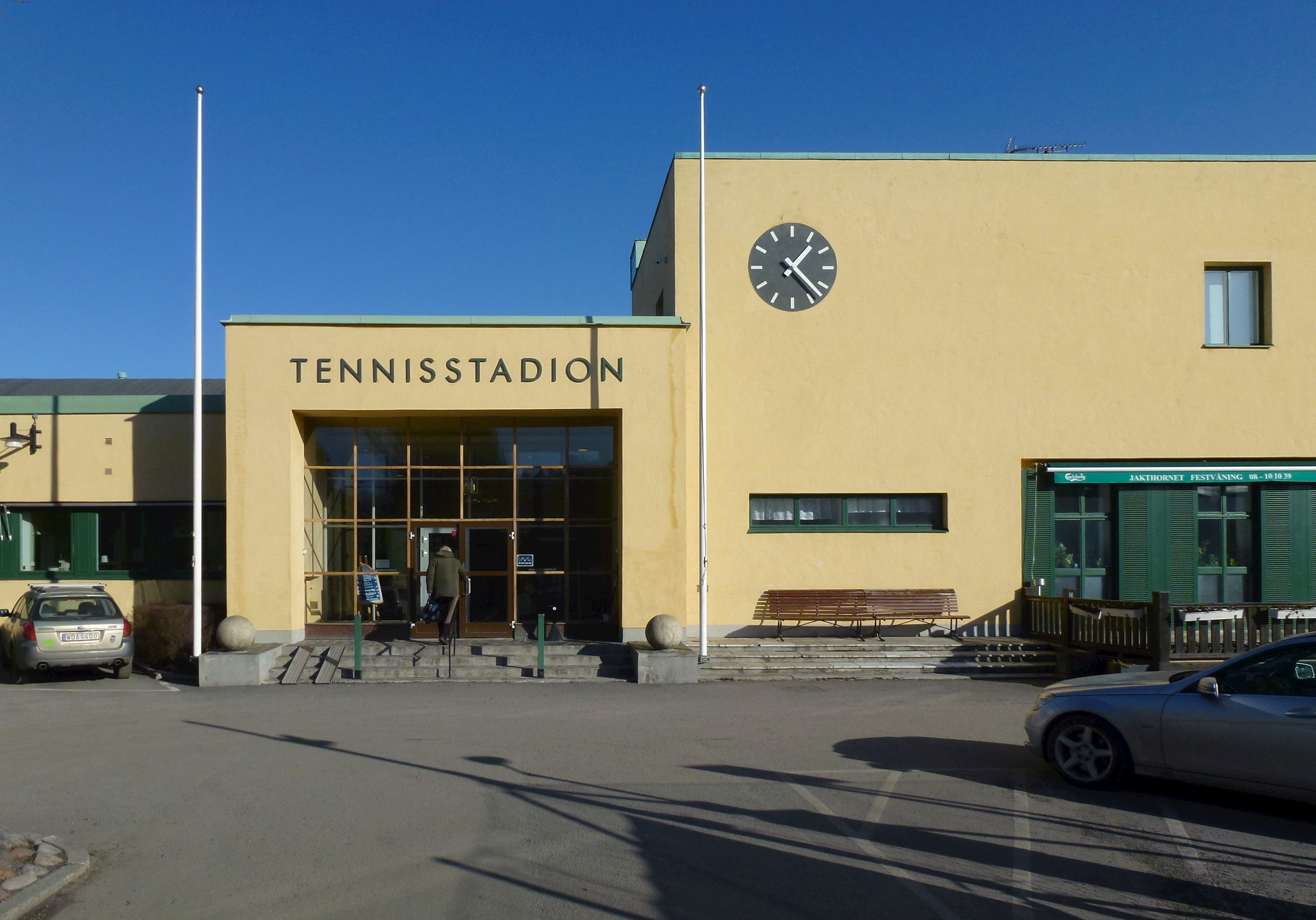
Tennisstadion, entré, februari 2015.

Tennisstadion, Stockholm ligger vid Södra Fiskartorpsvägen 20 på Norra Djurgården i Stockholm, inte långt från Östermalms IP.

## Historik

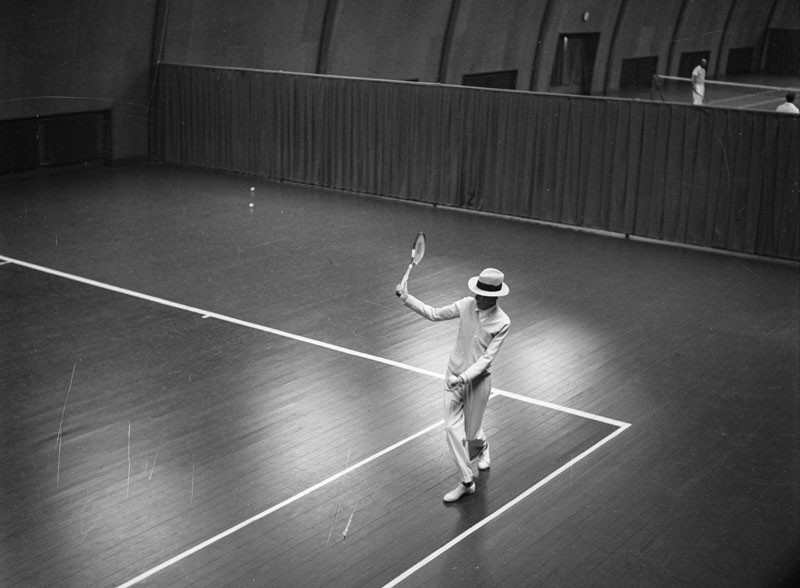
Gustaf V i Tennisstadion 1942.

Tennisstadions så kallade A-hall uppfördes åren 1928–1930 i en funktionalistisk arkitekturstil efter arkitekt Ture Wennerholms ritningar, där arkitekt Torben Grut var projektledare. Grut var själv elitspelare. År 1960 stod B-hallen färdig. 
Tennisentusiasten Gustaf V hade en egen bana i A-hallen och han var en av de drivande krafterna bakom att Davis Cup spelades på Tennisstadion. Under 1950- och 1960-talen spelades curling på Tennisstadions konstfrusna banor. År 1967 restes ett plasttält över banorna och anläggningen kallades Curlingstadion. 1976 upphörde verksamheten på grund av ekonomiska problem. År 1999 tillkom badminton. I huvudbyggnaden inryms restaurang Jakthornet med traditioner ända från början av 1930-talet. Kung Gustav V invigde restaurangen och har sedermera varit gäst där.
Idag finns tio tennisbanor och en badmintonbana i hallarna samt två utomhusbanor. Anläggningen är privatägd och drivs av familjen Brännvall med personal. I samma kvarter ligger även Tennispaviljongen (C-hallen) från 1896, som flyttades 1911 till sin nuvarande plats och B-hallen från 1959.

## Bilder

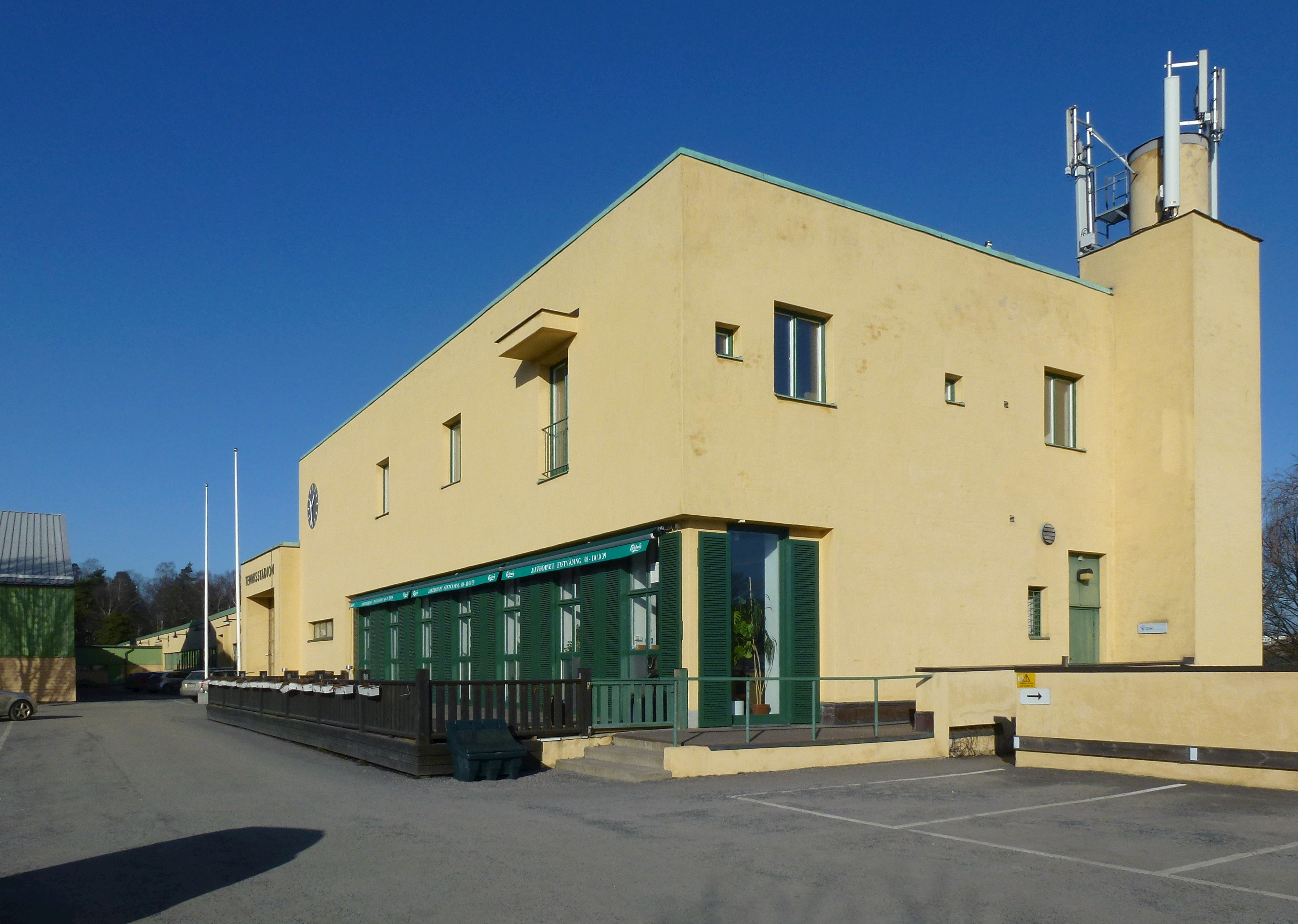
A-hallen
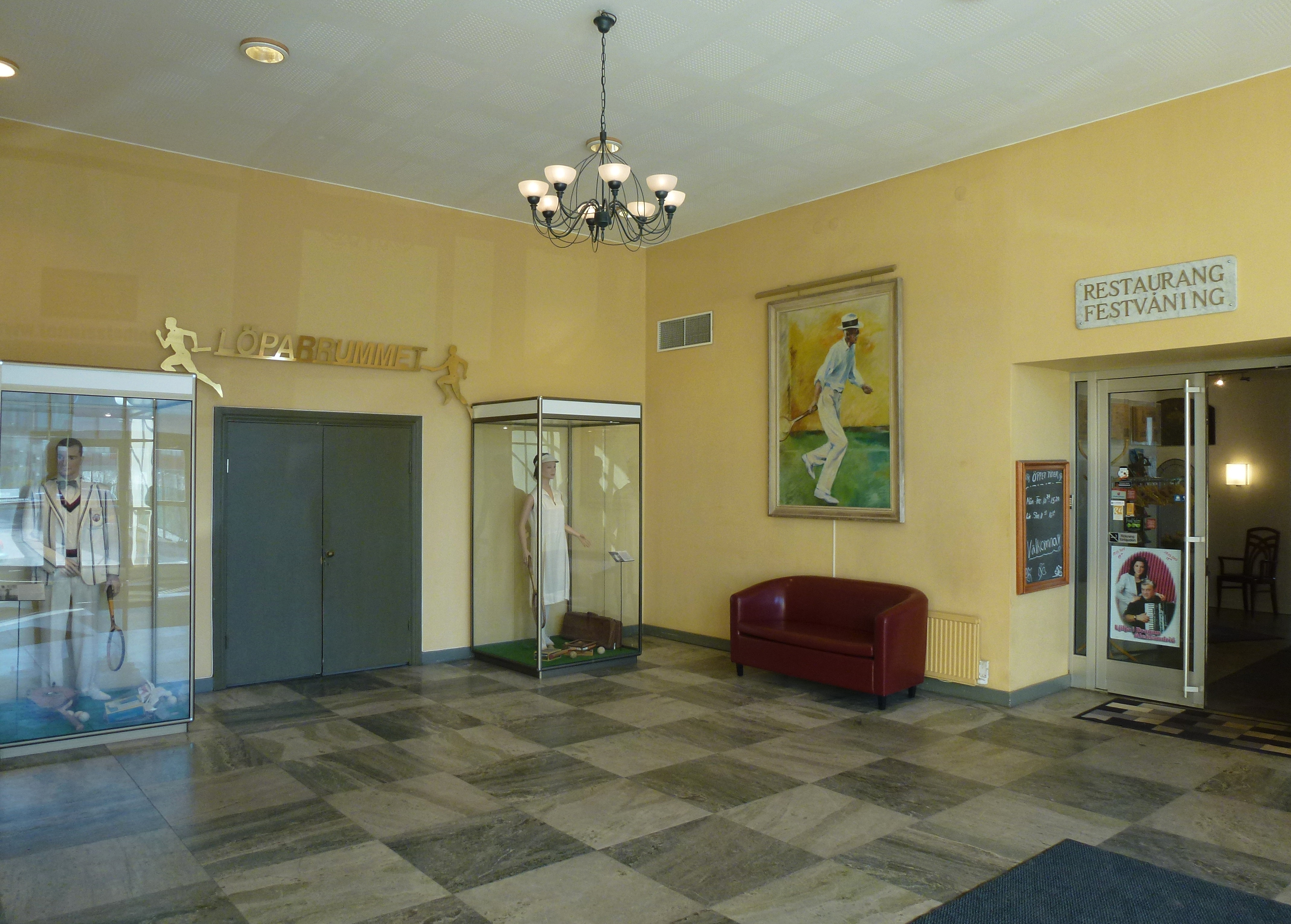
Entrén
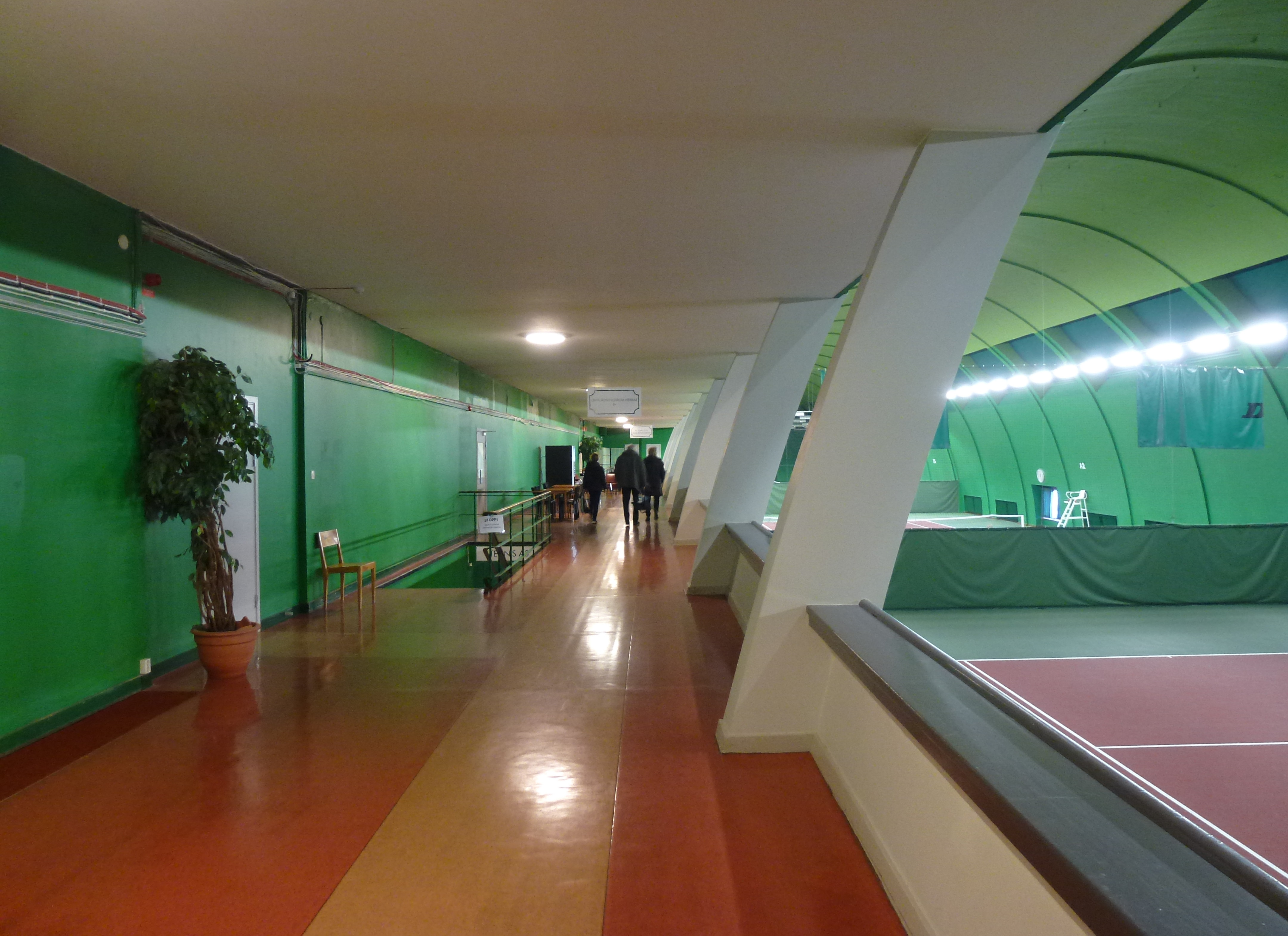
Entresolen
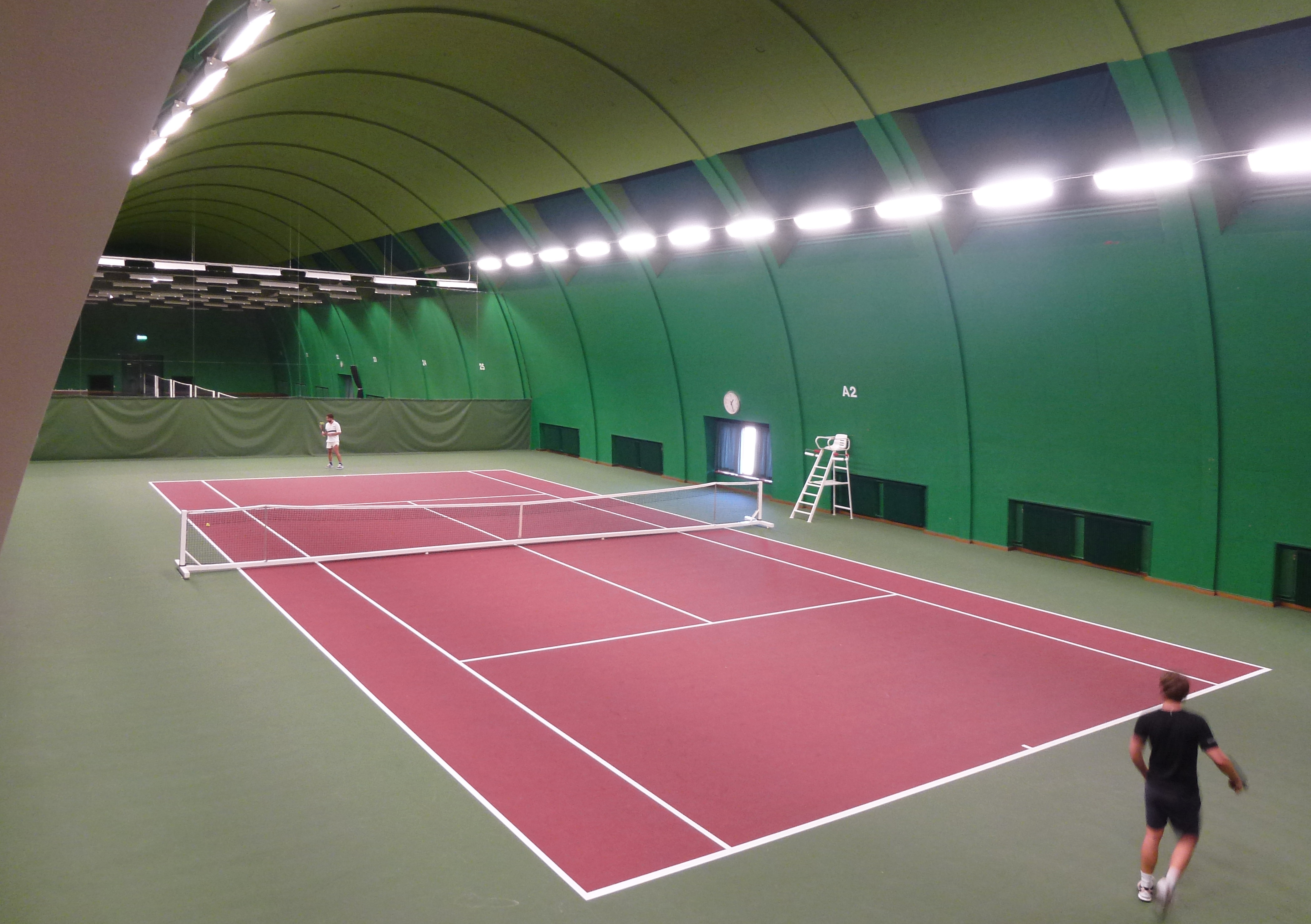
En av banorna